# Junot Díaz

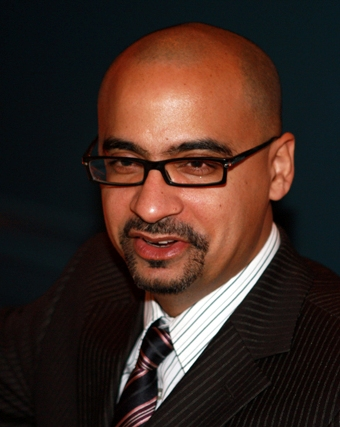
Junot Díaz 2007

Junot Díaz (* 31. Dezember 1968 in Santo Domingo) ist ein US-amerikanisch-dominikanischer Schriftsteller und Professor am Massachusetts Institute of Technology (MIT) für Kreatives Schreiben. Im Mittelpunkt von Díaz’ Œuvre steht die Dualität der Erfahrungen von Immigranten. Für seinen Roman Das kurze wundersame Leben des Oscar Wao erhielt er 2008 den Pulitzer-Preis, den Dayton Literary Peace Prize und den Anisfield-Wolf Book Award. 2015 wurde dieser Roman von der BBC-Auswahl der 20 besten Romane von 2000 bis 2014 als der bislang bedeutendste dieses Jahrhunderts gewählt. Stilistisch werden viele seiner Werke dem Magischen Realismus zugeordnet.

## Leben
Díaz wurde in Villa Juana geboren, einem Stadtteil von Santo Domingo (Dominikanische Republik). Er verbrachte als drittes von fünf Kindern seine ersten sechs Lebensjahre bei seiner Mutter und seinen Großeltern, während sein Vater Rafael Díaz in den Vereinigten Staaten arbeitete. Im Dezember 1974 wanderte die Familie nach Parlin (New Jersey) aus, um sich dem Vater wieder anzuschließen. In New Jersey lebte die Familie weniger als eine Meile von einer Mülldeponie, die Díaz als eine der größten in New Jersey beschrieb.
In New Jersey besuchte er die Grundschule „Madison Park Elementary“ und entwickelte sich frühzeitig zu einem unersättlichen Leser, der häufig über sechs Kilometer zu Fuß ging, um Bücher aus der lokalen Stadtbücherei auszuleihen. Sehr früh entwickelte er eine Faszination für apokalyptische Filme und Bücher, darunter besonders für die Werke von John Christopher, die britische Miniserie Am Rande der Finsternis sowie die erste Filmserie Planet der Affen (1968–1973), die sich an der ursprünglichen Romanvorlage von Pierre Boulle orientierte. 1987 schloss er die Highschool ab.
Er begann sein Studium am Kean College in Union Township, New Jersey, wechselte nach einem Jahr aber an die Rutgers University, wo sein Hauptfach Anglistik war. Durch Kurse für kreatives Schreiben lernte er sowohl die Nobelpreisträgerin Toni Morrison kennen, als auch die Autorin Sandra Cisneros, die einen ähnlichen Familienhintergrund hat wie er, der Chicano-Literatur zugerechnet wird und sich mit der Problematik eines bikulturellen Hintergrunds auseinandersetzt. Beide Autorinnen motivierten ihn, sich als Schriftsteller zu versuchen.
Sein College-Studium finanzierte er unter anderem durch die Auslieferung von Billardtischen, als Küchenhilfe, als Arbeiter an Tankstellen und in der Stahlindustrie. In einem Interview, in dem er sich auf seine Erfahrungen während der College-Zeit bezieht, sagte Díaz:

„Ich kann mit Sicherheit behaupten, dass ich die Vereinigten Staaten von ganz unten ab gesehen habe ... Als Individuum mag ich eine Erfolgsgeschichte sein. Aber wenn man den Knopf nur einmal zurückdreht und ihn auf die Familieneinheit stellt, dann würde ich sagen, dass meine Familie eine sehr viel kompliziertere Geschichte erzählt. Sie erzählt die Geschichte von zwei Kindern die im Gefängnis sitzen. Sie erzählt eine Geschichte von immenser Armut und von ungeheuren Schwierigkeiten.“

In seiner Kurzgeschichtensammlung Drown ist die Abwesenheit des Vaters ein sich wiederholendes Motiv. Darin spiegelt sich Díaz’ schwierige Beziehung zu seinem eigenen Vater wider, mit dem er nicht länger in Kontakt steht. Als Díaz in einem Artikel für eine dominikanische Zeitung die Behandlung von Haitianern durch Dominikaner kritisierte, schrieb sein Vater einen Leserbrief, in dem er meinte, dann solle sein Sohn doch nach Haiti nach Hause gehen.
Nach seinem Bachelor-Abschluss an der Rutgers University arbeitete er kurzzeitig für die Rutgers University Press als Assistent des Herausgebers. In dieser Zeit erfand Díaz für eine Kurzgeschichte, mit der er sich unter anderem zu Beginn der 1990er Jahre für ein Rasterprogramm bewarb, die semi-autobiografischen Figur Yunior. Diese Figur spielt sowohl in Drown als auch in This is How You Lose Her eine größere Rolle. Diaz erläuterte später, dass seine ursprüngliche Idee gewesen sei, fünf oder sechs Romane mit Yunior als Hauptfigur zu schreiben.
Seinen Master machte Díaz an der Cornell University in Ithaca, wo er den größten Teil seiner ersten Kurzgeschichtensammlung schrieb.
Im April 2018 veröffentlichte er im New Yorker den autobiographischen Text The Silence, in welchem er die gravierenden Folgen einer Vergewaltigung im Alter von acht Jahren durch einen Mann, dem er ursprünglich vertraute, auf sein gesamtes Leben beschrieb.
Derzeit unterrichtet er Kreatives Schreiben am Massachusetts Institute of Technology. Sein Lebensmittelpunkt sind New York und Boston, und er ist einer der Gründer des „Voices of Our Nations Arts Writing Workshop“, der sich gezielt an schwarze US-Amerikaner richtet. Díaz selbst schreibt in Englisch, auch wenn seine Muttersprache Spanisch ist.

## Werk
Seine Kurzgeschichten erschienen im The New Yorker, der ihn als einen der zwanzig wichtigsten Schriftsteller des 21. Jahrhunderts listet. Seine frühe Kurzgeschichtensammlung Drown gilt heute als ein wichtiges Werk zeitgenössischer Literatur; zu dieser Einordnung kam es jedoch erst als die Erscheinung seines mehrfach mit Literaturpreisen ausgezeichneten Romanes The Brief Wondrous Life of Oscar Wao zu einer Neubewertung seines Frühwerkes führte. Nach der Ersterscheinung war die Kurzgeschichtensammlung zwar in zahlreichen Publikationen besprochen wurde, fand aber gespaltene Aufnahme. Die Geschichten in Drown konzentrieren sich auf die verarmte, vaterlose Jugend des Ich-Erzählers in der Dominikanischen Republik und sein Bemühen, sich seinem neuen Leben in New Jersey anzupassen.
Im September 2007 sicherte sich Miramax die Rechte zur Verfilmung des Romans Das kurze wundersame Leben des Oscar Wao. An diesem ersten Roman, der Bezüge zu Herman Melville, Franz Kafka, David Foster Wallace und Homer herstellt und der die Geschichte der Dominikanischen Republik zitiert, hat Junot Díaz elf Jahre (1996–2007) gearbeitet.

## Politische Einstellungen
Im Oktober 2024 gehörte Díaz  zu den Unterzeichnern eines Aufrufs zum Boykott israelischer Kulturinstitutionen, „die an der überwältigenden Unterdrückung der Palästinenser mitschuldig sind oder diese stillschweigend beobachtet haben“.

## Preise und Auszeichnungen
Díaz erhielt den Eugene McDermott Award 1998, ein Guggenheim-Stipendium, den Lila Wallace Readers Digest Award, den PEN/Malamud Award 2002, 2003 eine US-Japan Creative Artist Fellowship des National Endowment for the Arts, eine Fellowship des Radcliffe Institute for Advanced Study an der Harvard University sowie den Rom-Preis der American Academy of Arts and Letters, der er seit 2017 als Mitglied angehört.
Zusätzlich zum Pulitzer-Preis gewann … Oscar Wao auch den John Sargent Sr. First Novel Prize, den National Book Critics Circle Award als Bester Roman 2007, den Anisfield-Wolf Award, den Dayton Literary Peace Price for Fiction 2008, den Hurston/Wright Legacy Award 2008 sowie den Massachusetts Book Prize 2008 für Belletristik. Díaz gewann außerdem den M.F.K. Fisher Distinguished Writing Award der James Beard Foundation für seinen Aufsatz “He’ll Take El Alto,” der im Gourmet September 2007 erschien. 2012 erhielt Díaz eine MacArthur Fellowship.

## Bibliografie
Roman
- The Brief Wondrous Life of Oscar Wao. Riverhead, New York 2007, ISBN 978-1-59448-958-7.
  - Deutscher Titel: Das kurze wundersame Leben des Oscar Wao. Übersetzung aus dem amerikanischen Englisch von Eva Kemper. Fischer, Frankfurt am Main 2009, ISBN 978-3-10-013920-7) (Als Hörbuch gelesen von Jan Josef Liefers.
  - Das kurze wundersame Leben des Oscar Wao. Hörbuch gelesen von Andreas Pietschmann. Argon Verlag, Berlin, ISBN 978-3-86610-724-3.

Kurzgeschichten
- Ysrael (Story. Autumn 1995)
- How To Date A Browngirl, Blackgirl, Whitegirl, or Halfie (The New Yorker. December 25, 1995)
- Drown. (EV: Riverhead, New York 1996) Faber & Faber, London 2008, ISBN 978-0-571-24497-3.
- Fiesta 1980 (Story. Winter 1996)
- The Sun, The Moon, The Stars (The New Yorker. Februar 2, 1998)
- Otravida, Otravez (The New Yorker. June, 21, 1999)
- Flaca (Story. Autumn 1999)
- Nilda (The New Yorker. October 4, 1999)
- The Brief Wondrous Life of Oscar Wao (The New Yorker. December 25, 2000)
- Wildwood (The New Yorker. November 18, 2007)
- Alma (The New Yorker. December 24, 2007)
- This is how you lose her. Riverside, New York City 2012, ISBN 978-1-59448-736-1.
  - Und so verlierst du sie. Aus dem Englischen von Eva Kemper. Fischer, Frankfurt am Main 2013, ISBN 978-3-10-013922-1.

Essays
- Homecoming, with Turtle (The New Yorker. June 14, 2004)
- He'll Take El Alto (Gourmet. September, 2007)
- Summer Love, Overheated (GQ. August, 2008)